# Johann Oldach
Johann Oldach (* 31. März 1872 in Rohlstorf; † 16. Juli 1946 in Wismar) war ein deutscher Arbeiter und Politiker (SPD).

## Leben
Johann Oldach besuchte die Volksschule und war anschließend bis 1906 Dienstbote, Hofgänger, Pferdeknecht, Schweißer und Hafenarbeiter.
Von 1903 bis 1906 war er erst nebenamtlicher und bis 1933 hauptamtlicher Geschäftsführer des Konsumvereins in Wismar. Seit 1919 war er in Wismar im Bürgerausschuss. Ebenfalls 1919 wurde er Abgeordneter des Verfassunggebenden Landtags von Mecklenburg-Schwerin. Von 1925 bis 1933 war Oldach Mitglied des Generalrates des Zentralverbands deutscher Konsumgenossenschaften.
Nach dem Krieg war Oldach als nationalsozialistisch unbelastet für einen Posten in der Landesverwaltung vorgesehen und war Dienststellenleiter für die Kommunalabteilung im Landratsamt Rostock.